# Llista d'asteroides (40001-41000)
Llista d'asteroides del 40.001 al 41.000, amb data de descoberta i descobridor. És un fragment de la llista d'asteroides completa. Als asteroides se'ls dona un número quan es confirma la seva òrbita, per tant apareixen llistats aproximadament segons la data de descobriment.
Contingut: 40001... 40101... 40201... 40301... 40401... 40501... 40601... 40701... 40801... 40901... 

| Nom                | Designació provisional | Data de descobriment    | Descobridor/s                    |
| 40001-40100        | 40001-40100            | 40001-40100             | 40001-40100                      |
| ------------------ | ---------------------- | ----------------------- | -------------------------------- |
| 40001 -            | 1998 HB88              | 21 d'abril del 1998     | LINEAR                           |
| 40002 -            | 1998 HS89              | 21 d'abril del 1998     | LINEAR                           |
| 40003 -            | 1998 HW92              | 21 d'abril del 1998     | LINEAR                           |
| 40004 -            | 1998 HF94              | 21 d'abril del 1998     | LINEAR                           |
| 40005 -            | 1998 HA96              | 21 d'abril del 1998     | LINEAR                           |
| 40006 -            | 1998 HV101             | 24 d'abril del 1998     | J. Broughton                     |
| 40007 -            | 1998 HV102             | 25 d'abril del 1998     | E. W. Elst                       |
| 40008 -            | 1998 HN111             | 23 d'abril del 1998     | LINEAR                           |
| 40009 -            | 1998 HG119             | 23 d'abril del 1998     | LINEAR                           |
| 40010 -            | 1998 HF122             | 23 d'abril del 1998     | LINEAR                           |
| 40011 -            | 1998 HK123             | 23 d'abril del 1998     | LINEAR                           |
| 40012 -            | 1998 HP123             | 23 d'abril del 1998     | LINEAR                           |
| 40013 -            | 1998 HB124             | 23 d'abril del 1998     | LINEAR                           |
| 40014 -            | 1998 HL124             | 23 d'abril del 1998     | LINEAR                           |
| 40015 -            | 1998 HB125             | 23 d'abril del 1998     | LINEAR                           |
| 40016 -            | 1998 HT127             | 18 d'abril del 1998     | LINEAR                           |
| 40017 -            | 1998 HY127             | 18 d'abril del 1998     | LINEAR                           |
| 40018 -            | 1998 HH134             | 19 d'abril del 1998     | LINEAR                           |
| 40019 -            | 1998 HR136             | 20 d'abril del 1998     | LINEAR                           |
| 40020 -            | 1998 HX136             | 20 d'abril del 1998     | LINEAR                           |
| 40021 -            | 1998 HG137             | 20 d'abril del 1998     | LINEAR                           |
| 40022 -            | 1998 HP146             | 23 d'abril del 1998     | LINEAR                           |
| 40023 -            | 1998 HU148             | 25 d'abril del 1998     | E. W. Elst                       |
| 40024 -            | 1998 HW148             | 25 d'abril del 1998     | E. W. Elst                       |
| 40025 -            | 1998 HQ149             | 25 d'abril del 1998     | E. W. Elst                       |
| 40026 -            | 1998 JF3               | 1 de maig del 1998      | LONEOS                           |
| 40027 -            | 1998 JH4               | 15 de maig del 1998     | F. B. Zoltowski                  |
| 40028 -            | 1998 KO1               | 18 de maig del 1998     | LONEOS                           |
| 40029 -            | 1998 KG2               | 22 de maig del 1998     | LINEAR                           |
| 40030 -            | 1998 KL2               | 22 de maig del 1998     | LINEAR                           |
| 40031 -            | 1998 KP2               | 22 de maig del 1998     | LINEAR                           |
| 40032 -            | 1998 KD10              | 26 de maig del 1998     | BAO Schmidt CCD Asteroid Program |
| 40033 -            | 1998 KX10              | 22 de maig del 1998     | Spacewatch                       |
| 40034 -            | 1998 KB11              | 22 de maig del 1998     | Spacewatch                       |
| 40035 -            | 1998 KO15              | 22 de maig del 1998     | LINEAR                           |
| 40036 -            | 1998 KT19              | 22 de maig del 1998     | LINEAR                           |
| 40037 -            | 1998 KS22              | 22 de maig del 1998     | LINEAR                           |
| 40038 -            | 1998 KT22              | 22 de maig del 1998     | LINEAR                           |
| 40039 -            | 1998 KW26              | 21 de maig del 1998     | A. López, R. Pacheco             |
| 40040 -            | 1998 KC27              | 22 de maig del 1998     | LINEAR                           |
| 40041 -            | 1998 KK29              | 22 de maig del 1998     | LINEAR                           |
| 40042 -            | 1998 KM30              | 22 de maig del 1998     | LINEAR                           |
| 40043 -            | 1998 KV30              | 22 de maig del 1998     | LINEAR                           |
| 40044 -            | 1998 KH32              | 22 de maig del 1998     | LINEAR                           |
| 40045 -            | 1998 KZ33              | 22 de maig del 1998     | LINEAR                           |
| 40046 -            | 1998 KT34              | 22 de maig del 1998     | LINEAR                           |
| 40047 -            | 1998 KW34              | 22 de maig del 1998     | LINEAR                           |
| 40048 -            | 1998 KA36              | 22 de maig del 1998     | LINEAR                           |
| 40049 -            | 1998 KB37              | 22 de maig del 1998     | LINEAR                           |
| 40050 -            | 1998 KP37              | 22 de maig del 1998     | LINEAR                           |
| 40051 -            | 1998 KY37              | 22 de maig del 1998     | LINEAR                           |
| 40052 -            | 1998 KB38              | 22 de maig del 1998     | LINEAR                           |
| 40053 -            | 1998 KH41              | 22 de maig del 1998     | LINEAR                           |
| 40054 -            | 1998 KP42              | 27 de maig del 1998     | LONEOS                           |
| 40055 -            | 1998 KS43              | 24 de maig del 1998     | LINEAR                           |
| 40056 -            | 1998 KT44              | 22 de maig del 1998     | LINEAR                           |
| 40057 -            | 1998 KJ45              | 22 de maig del 1998     | LINEAR                           |
| 40058 -            | 1998 KL46              | 22 de maig del 1998     | LINEAR                           |
| 40059 -            | 1998 KR47              | 22 de maig del 1998     | LINEAR                           |
| 40060 -            | 1998 KC48              | 22 de maig del 1998     | LINEAR                           |
| 40061 -            | 1998 KQ48              | 22 de maig del 1998     | LINEAR                           |
| 40062 -            | 1998 KP49              | 23 de maig del 1998     | LINEAR                           |
| 40063 -            | 1998 KV49              | 23 de maig del 1998     | LINEAR                           |
| 40064 -            | 1998 KW50              | 23 de maig del 1998     | LINEAR                           |
| 40065 -            | 1998 KX50              | 23 de maig del 1998     | LINEAR                           |
| 40066 -            | 1998 KF51              | 23 de maig del 1998     | LINEAR                           |
| 40067 -            | 1998 KA54              | 23 de maig del 1998     | LINEAR                           |
| 40068 -            | 1998 KS54              | 23 de maig del 1998     | LINEAR                           |
| 40069 -            | 1998 KQ55              | 23 de maig del 1998     | LINEAR                           |
| 40070 -            | 1998 KG58              | 26 de maig del 1998     | LINEAR                           |
| 40071 -            | 1998 KL59              | 23 de maig del 1998     | LINEAR                           |
| 40072 -            | 1998 KZ59              | 23 de maig del 1998     | LINEAR                           |
| 40073 -            | 1998 KN60              | 23 de maig del 1998     | LINEAR                           |
| 40074 -            | 1998 KN63              | 22 de maig del 1998     | LINEAR                           |
| 40075 -            | 1998 KS63              | 22 de maig del 1998     | LINEAR                           |
| 40076 -            | 1998 LB                | 2 de juny del 1998      | LONEOS                           |
| 40077 -            | 1998 MZ4               | 19 de juny del 1998     | Spacewatch                       |
| 40078 -            | 1998 ML8               | 19 de juny del 1998     | LINEAR                           |
| 40079 -            | 1998 MD9               | 19 de juny del 1998     | LINEAR                           |
| 40080 -            | 1998 MY9               | 19 de juny del 1998     | LINEAR                           |
| 40081 -            | 1998 MG14              | 25 de juny del 1998     | ODAS                             |
| 40082 -            | 1998 ML16              | 27 de juny del 1998     | Spacewatch                       |
| 40083 -            | 1998 MS18              | 19 de juny del 1998     | ODAS                             |
| 40084 -            | 1998 MS22              | 24 de juny del 1998     | LINEAR                           |
| 40085 -            | 1998 MW32              | 24 de juny del 1998     | LINEAR                           |
| 40086 -            | 1998 MK33              | 24 de juny del 1998     | LINEAR                           |
| 40087 -            | 1998 MU34              | 24 de juny del 1998     | LINEAR                           |
| 40088 -            | 1998 MJ37              | 23 de juny del 1998     | LONEOS                           |
| 40089 -            | 1998 MH40              | 26 de juny del 1998     | E. W. Elst                       |
| 40090 -            | 1998 MZ40              | 28 de juny del 1998     | E. W. Elst                       |
| 40091 -            | 1998 MH41              | 28 de juny del 1998     | E. W. Elst                       |
| 40092 -            | 1998 ME47              | 28 de juny del 1998     | E. W. Elst                       |
| 40093 -            | 1998 NH                | 15 de juliol del 1998   | P. G. Comba                      |
| 40094 -            | 1998 NN                | 15 de juliol del 1998   | LONEOS                           |
| 40095 -            | 1998 OV4               | 29 de juliol del 1998   | Višnjan Observatory              |
| 40096 -            | 1998 OR9               | 26 de juliol del 1998   | E. W. Elst                       |
| 40097 -            | 1998 OB13              | 26 de juliol del 1998   | E. W. Elst                       |
| 40098 -            | 1998 OW14              | 26 de juliol del 1998   | E. W. Elst                       |
| 40099 -            | 1998 OB15              | 26 de juliol del 1998   | E. W. Elst                       |
| 40100 -            | 1998 PV                | 12 d'agost del 1998     | F. B. Zoltowski                  |
| 40101-40200        |                        |                         |                                  |
| 40101 -            | 1998 QX                | 19 d'agost del 1998     | NEAT                             |
| 40102 -            | 1998 QU1               | 19 d'agost del 1998     | NEAT                             |
| 40103 -            | 1998 QX3               | 17 d'agost del 1998     | Višnjan Observatory              |
| 40104 -            | 1998 QE4               | 17 d'agost del 1998     | J. Broughton                     |
| 40105 -            | 1998 QL4               | 17 d'agost del 1998     | F. B. Zoltowski                  |
| 40106 Erben        | 1998 QW5               | 20 d'agost del 1998     | P. Pravec                        |
| 40107 -            | 1998 QB7               | 17 d'agost del 1998     | LINEAR                           |
| 40108 -            | 1998 QU7               | 17 d'agost del 1998     | LINEAR                           |
| 40109 -            | 1998 QC8               | 17 d'agost del 1998     | LINEAR                           |
| 40110 -            | 1998 QM9               | 17 d'agost del 1998     | LINEAR                           |
| 40111 -            | 1998 QK12              | 17 d'agost del 1998     | LINEAR                           |
| 40112 -            | 1998 QM13              | 17 d'agost del 1998     | LINEAR                           |
| 40113 -            | 1998 QZ13              | 17 d'agost del 1998     | LINEAR                           |
| 40114 -            | 1998 QB15              | 17 d'agost del 1998     | LINEAR                           |
| 40115 -            | 1998 QB19              | 17 d'agost del 1998     | LINEAR                           |
| 40116 -            | 1998 QD19              | 17 d'agost del 1998     | LINEAR                           |
| 40117 -            | 1998 QG21              | 17 d'agost del 1998     | LINEAR                           |
| 40118 -            | 1998 QX22              | 17 d'agost del 1998     | LINEAR                           |
| 40119 -            | 1998 QB23              | 17 d'agost del 1998     | LINEAR                           |
| 40120 -            | 1998 QT23              | 17 d'agost del 1998     | LINEAR                           |
| 40121 -            | 1998 QA29              | 18 d'agost del 1998     | J. Broughton                     |
| 40122 -            | 1998 QZ30              | 17 d'agost del 1998     | LINEAR                           |
| 40123 -            | 1998 QC31              | 17 d'agost del 1998     | LINEAR                           |
| 40124 -            | 1998 QN35              | 17 d'agost del 1998     | LINEAR                           |
| 40125 -            | 1998 QU38              | 17 d'agost del 1998     | LINEAR                           |
| 40126 -            | 1998 QL40              | 17 d'agost del 1998     | LINEAR                           |
| 40127 -            | 1998 QD43              | 17 d'agost del 1998     | LINEAR                           |
| 40128 -            | 1998 QL43              | 17 d'agost del 1998     | LINEAR                           |
| 40129 -            | 1998 QY45              | 17 d'agost del 1998     | LINEAR                           |
| 40130 -            | 1998 QV47              | 17 d'agost del 1998     | LINEAR                           |
| 40131 -            | 1998 QJ48              | 17 d'agost del 1998     | LINEAR                           |
| 40132 -            | 1998 QL48              | 17 d'agost del 1998     | LINEAR                           |
| 40133 -            | 1998 QF53              | 20 d'agost del 1998     | LONEOS                           |
| 40134 -            | 1998 QO53              | 27 d'agost del 1998     | V. S. Casulli                    |
| 40135 -            | 1998 QS53              | 26 d'agost del 1998     | Farra d'Isonzo                   |
| 40136 -            | 1998 QS56              | 30 d'agost del 1998     | Spacewatch                       |
| 40137 -            | 1998 QO60              | 28 d'agost del 1998     | L. Šarounová                     |
| 40138 -            | 1998 QF63              | 30 d'agost del 1998     | BAO Schmidt CCD Asteroid Program |
| 40139 -            | 1998 QL64              | 24 d'agost del 1998     | LINEAR                           |
| 40140 -            | 1998 QQ68              | 24 d'agost del 1998     | LINEAR                           |
| 40141 -            | 1998 QL70              | 24 d'agost del 1998     | LINEAR                           |
| 40142 -            | 1998 QT70              | 24 d'agost del 1998     | LINEAR                           |
| 40143 -            | 1998 QW70              | 24 d'agost del 1998     | LINEAR                           |
| 40144 -            | 1998 QC71              | 24 d'agost del 1998     | LINEAR                           |
| 40145 -            | 1998 QF71              | 24 d'agost del 1998     | LINEAR                           |
| 40146 -            | 1998 QR71              | 24 d'agost del 1998     | LINEAR                           |
| 40147 -            | 1998 QB72              | 24 d'agost del 1998     | LINEAR                           |
| 40148 -            | 1998 QB73              | 24 d'agost del 1998     | LINEAR                           |
| 40149 -            | 1998 QF74              | 24 d'agost del 1998     | LINEAR                           |
| 40150 -            | 1998 QF75              | 24 d'agost del 1998     | LINEAR                           |
| 40151 -            | 1998 QO75              | 24 d'agost del 1998     | LINEAR                           |
| 40152 -            | 1998 QA77              | 24 d'agost del 1998     | LINEAR                           |
| 40153 -            | 1998 QD79              | 24 d'agost del 1998     | LINEAR                           |
| 40154 -            | 1998 QE83              | 24 d'agost del 1998     | LINEAR                           |
| 40155 -            | 1998 QA84              | 24 d'agost del 1998     | LINEAR                           |
| 40156 -            | 1998 QH86              | 24 d'agost del 1998     | LINEAR                           |
| 40157 -            | 1998 QA88              | 24 d'agost del 1998     | LINEAR                           |
| 40158 -            | 1998 QP88              | 24 d'agost del 1998     | LINEAR                           |
| 40159 -            | 1998 QC90              | 24 d'agost del 1998     | LINEAR                           |
| 40160 -            | 1998 QL91              | 28 d'agost del 1998     | LINEAR                           |
| 40161 -            | 1998 QO91              | 28 d'agost del 1998     | LINEAR                           |
| 40162 -            | 1998 QK95              | 19 d'agost del 1998     | LINEAR                           |
| 40163 -            | 1998 QC96              | 19 d'agost del 1998     | LINEAR                           |
| 40164 -            | 1998 QW99              | 26 d'agost del 1998     | E. W. Elst                       |
| 40165 -            | 1998 QP102             | 26 d'agost del 1998     | E. W. Elst                       |
| 40166 -            | 1998 QW102             | 26 d'agost del 1998     | E. W. Elst                       |
| 40167 -            | 1998 QF103             | 26 d'agost del 1998     | E. W. Elst                       |
| 40168 -            | 1998 QW104             | 26 d'agost del 1998     | E. W. Elst                       |
| 40169 -            | 1998 QG105             | 25 d'agost del 1998     | E. W. Elst                       |
| 40170 -            | 1998 RK                | 1 de setembre del 1998  | F. B. Zoltowski                  |
| 40171 -            | 1998 RS                | 11 de setembre del 1998 | T. Stafford                      |
| 40172 -            | 1998 RQ6               | 15 de setembre del 1998 | LONEOS                           |
| 40173 -            | 1998 RE7               | 12 de setembre del 1998 | Spacewatch                       |
| 40174 -            | 1998 RY12              | 14 de setembre del 1998 | Spacewatch                       |
| 40175 -            | 1998 RE16              | 14 de setembre del 1998 | BAO Schmidt CCD Asteroid Program |
| 40176 -            | 1998 RH27              | 14 de setembre del 1998 | LINEAR                           |
| 40177 -            | 1998 RU28              | 14 de setembre del 1998 | LINEAR                           |
| 40178 -            | 1998 RU36              | 14 de setembre del 1998 | LINEAR                           |
| 40179 -            | 1998 RM38              | 14 de setembre del 1998 | LINEAR                           |
| 40180 -            | 1998 RR48              | 14 de setembre del 1998 | LINEAR                           |
| 40181 -            | 1998 RN50              | 14 de setembre del 1998 | LINEAR                           |
| 40182 -            | 1998 RO55              | 14 de setembre del 1998 | LINEAR                           |
| 40183 -            | 1998 RP58              | 14 de setembre del 1998 | LINEAR                           |
| 40184 -            | 1998 RQ58              | 14 de setembre del 1998 | LINEAR                           |
| 40185 -            | 1998 RL60              | 14 de setembre del 1998 | LINEAR                           |
| 40186 -            | 1998 RN60              | 14 de setembre del 1998 | LINEAR                           |
| 40187 -            | 1998 RR61              | 14 de setembre del 1998 | LINEAR                           |
| 40188 -            | 1998 RQ64              | 14 de setembre del 1998 | LINEAR                           |
| 40189 -            | 1998 RR67              | 14 de setembre del 1998 | LINEAR                           |
| 40190 -            | 1998 RL74              | 14 de setembre del 1998 | LINEAR                           |
| 40191 -            | 1998 RM75              | 14 de setembre del 1998 | LINEAR                           |
| 40192 -            | 1998 RV75              | 14 de setembre del 1998 | LINEAR                           |
| 40193 -            | 1998 RF77              | 14 de setembre del 1998 | LINEAR                           |
| 40194 -            | 1998 RG78              | 14 de setembre del 1998 | LINEAR                           |
| 40195 -            | 1998 RU78              | 14 de setembre del 1998 | LINEAR                           |
| 40196 -            | 1998 RM80              | 14 de setembre del 1998 | LINEAR                           |
| 40197 -            | 1998 RP80              | 14 de setembre del 1998 | LINEAR                           |
| 40198 -            | 1998 SA1               | 16 de setembre del 1998 | ODAS                             |
| 40199 -            | 1998 SE1               | 16 de setembre del 1998 | ODAS                             |
| 40200 -            | 1998 SW9               | 18 de setembre del 1998 | Višnjan Observatory              |
| 40201-40300        |                        |                         |                                  |
| 40201 -            | 1998 SO13              | 21 de setembre del 1998 | ODAS                             |
| 40202 -            | 1998 SN26              | 24 de setembre del 1998 | Kleť                             |
| 40203 -            | 1998 SP27              | 24 de setembre del 1998 | CSS                              |
| 40204 -            | 1998 SV27              | 23 de setembre del 1998 | R. A. Tucker                     |
| 40205 -            | 1998 SU30              | 19 de setembre del 1998 | Spacewatch                       |
| 40206 Lhenice      | 1998 SB36              | 26 de setembre del 1998 | J. Tichá, M. Tichý               |
| 40207 -            | 1998 SE44              | 23 de setembre del 1998 | Spacewatch                       |
| 40208 -            | 1998 SK53              | 16 de setembre del 1998 | LONEOS                           |
| 40209 -            | 1998 SU55              | 16 de setembre del 1998 | LONEOS                           |
| 40210 -            | 1998 SL56              | 16 de setembre del 1998 | LONEOS                           |
| 40211 -            | 1998 SC57              | 17 de setembre del 1998 | LONEOS                           |
| 40212 -            | 1998 SC58              | 17 de setembre del 1998 | LONEOS                           |
| 40213 -            | 1998 SQ58              | 17 de setembre del 1998 | LONEOS                           |
| 40214 -            | 1998 SR63              | 29 de setembre del 1998 | BAO Schmidt CCD Asteroid Program |
| 40215 -            | 1998 SZ69              | 21 de setembre del 1998 | LINEAR                           |
| 40216 -            | 1998 SF79              | 26 de setembre del 1998 | LINEAR                           |
| 40217 -            | 1998 SM87              | 26 de setembre del 1998 | LINEAR                           |
| 40218 -            | 1998 SQ97              | 26 de setembre del 1998 | LINEAR                           |
| 40219 -            | 1998 SX111             | 26 de setembre del 1998 | LINEAR                           |
| 40220 -            | 1998 SH122             | 26 de setembre del 1998 | LINEAR                           |
| 40221 -            | 1998 SG136             | 26 de setembre del 1998 | LINEAR                           |
| 40222 -            | 1998 SJ137             | 26 de setembre del 1998 | LINEAR                           |
| 40223 -            | 1998 SX142             | 26 de setembre del 1998 | LINEAR                           |
| 40224 -            | 1998 SJ143             | 23 de setembre del 1998 | ODAS                             |
| 40225 -            | 1998 SX144             | 20 de setembre del 1998 | E. W. Elst                       |
| 40226 -            | 1998 SA145             | 20 de setembre del 1998 | E. W. Elst                       |
| 40227 -            | 1998 SR145             | 20 de setembre del 1998 | E. W. Elst                       |
| 40228 -            | 1998 TR1               | 12 d'octubre del 1998   | J. Broughton                     |
| 40229 -            | 1998 TO3               | 14 d'octubre del 1998   | LINEAR                           |
| 40230 -            | 1998 TJ6               | 14 d'octubre del 1998   | Kleť                             |
| 40231 -            | 1998 TS6               | 14 d'octubre del 1998   | BAO Schmidt CCD Asteroid Program |
| 40232 -            | 1998 UD                | 16 d'octubre del 1998   | CSS                              |
| 40233 -            | 1998 UH2               | 20 d'octubre del 1998   | ODAS                             |
| 40234 -            | 1998 UG4               | 21 d'octubre del 1998   | J. Broughton                     |
| 40235 -            | 1998 UX7               | 23 d'octubre del 1998   | K. Korlević                      |
| 40236 -            | 1998 UF33              | 28 d'octubre del 1998   | LINEAR                           |
| 40237 -            | 1998 VM6               | 11 de novembre del 1998 | Y. Shimizu, T. Urata             |
| 40238 -            | 1998 VR13              | 10 de novembre del 1998 | LINEAR                           |
| 40239 -            | 1998 VY16              | 10 de novembre del 1998 | LINEAR                           |
| 40240 -            | 1998 VV37              | 10 de novembre del 1998 | LINEAR                           |
| 40241 -            | 1998 VA46              | 15 de novembre del 1998 | LONEOS                           |
| 40242 -            | 1998 VU46              | 14 de novembre del 1998 | Spacewatch                       |
| 40243 -            | 1998 WH1               | 18 de novembre del 1998 | CSS                              |
| 40244 -            | 1998 WP4               | 17 de novembre del 1998 | CSS                              |
| 40245 -            | 1998 WO7               | 23 de novembre del 1998 | LINEAR                           |
| 40246 -            | 1998 WV18              | 21 de novembre del 1998 | LINEAR                           |
| 40247 -            | 1998 XK4               | 11 de desembre del 1998 | LINEAR                           |
| 40248 -            | 1998 XF5               | 12 de desembre del 1998 | R. A. Tucker                     |
| 40249 -            | 1998 XM11              | 13 de desembre del 1998 | T. Kobayashi                     |
| 40250 -            | 1998 XG16              | 14 de desembre del 1998 | LINEAR                           |
| 40251 -            | 1998 XK87              | 15 de desembre del 1998 | LINEAR                           |
| 40252 -            | 1998 YE6               | 22 de desembre del 1998 | CSS                              |
| 40253 -            | 1999 BB1               | 17 de gener del 1999    | CSS                              |
| 40254 -            | 1999 BB26              | 21 de gener del 1999    | S. Donati, M. M. M. Santangelo   |
| 40255 -            | 1999 CN4               | 12 de febrer del 1999   | P. G. Comba                      |
| 40256 -            | 1999 CM6               | 10 de febrer del 1999   | LINEAR                           |
| 40257 -            | 1999 CZ56              | 10 de febrer del 1999   | LINEAR                           |
| 40258 -            | 1999 CF61              | 12 de febrer del 1999   | LINEAR                           |
| 40259 -            | 1999 CZ85              | 10 de febrer del 1999   | LINEAR                           |
| 40260 -            | 1999 CU98              | 10 de febrer del 1999   | LINEAR                           |
| 40261 -            | 1999 CD117             | 12 de febrer del 1999   | LINEAR                           |
| 40262 -            | 1999 CF156             | 7 de febrer del 1999    | Spacewatch                       |
| 40263 -            | 1999 FQ5               | 18 de març del 1999     | Spacewatch                       |
| 40264 -            | 1999 FJ7               | 20 de març del 1999     | LINEAR                           |
| 40265 -            | 1999 FQ22              | 19 de març del 1999     | LINEAR                           |
| 40266 -            | 1999 GS                | 5 d'abril del 1999      | K. Korlević                      |
| 40267 -            | 1999 GJ4               | 10 d'abril del 1999     | LINEAR                           |
| 40268 -            | 1999 GU8               | 10 d'abril del 1999     | LONEOS                           |
| 40269 -            | 1999 GP25              | 6 d'abril del 1999      | LINEAR                           |
| 40270 -            | 1999 JE                | 6 de maig del 1999      | LINEAR                           |
| 40271 -            | 1999 JT                | 4 de maig del 1999      | BAO Schmidt CCD Asteroid Program |
| 40272 -            | 1999 JA7               | 8 de maig del 1999      | CSS                              |
| 40273 -            | 1999 JS7               | 13 de maig del 1999     | J. Broughton                     |
| 40274 -            | 1999 JT14              | 10 de maig del 1999     | LINEAR                           |
| 40275 -            | 1999 JW15              | 10 de maig del 1999     | LINEAR                           |
| 40276 -            | 1999 JR19              | 10 de maig del 1999     | LINEAR                           |
| 40277 -            | 1999 JL30              | 10 de maig del 1999     | LINEAR                           |
| 40278 -            | 1999 JC34              | 10 de maig del 1999     | LINEAR                           |
| 40279 -            | 1999 JD35              | 10 de maig del 1999     | LINEAR                           |
| 40280 -            | 1999 JV44              | 10 de maig del 1999     | LINEAR                           |
| 40281 -            | 1999 JY47              | 10 de maig del 1999     | LINEAR                           |
| 40282 -            | 1999 JD48              | 10 de maig del 1999     | LINEAR                           |
| 40283 -            | 1999 JO50              | 10 de maig del 1999     | LINEAR                           |
| 40284 -            | 1999 JE52              | 10 de maig del 1999     | LINEAR                           |
| 40285 -            | 1999 JT52              | 10 de maig del 1999     | LINEAR                           |
| 40286 -            | 1999 JN53              | 10 de maig del 1999     | LINEAR                           |
| 40287 -            | 1999 JS61              | 10 de maig del 1999     | LINEAR                           |
| 40288 -            | 1999 JP64              | 10 de maig del 1999     | LINEAR                           |
| 40289 -            | 1999 JS64              | 10 de maig del 1999     | LINEAR                           |
| 40290 -            | 1999 JV64              | 10 de maig del 1999     | LINEAR                           |
| 40291 -            | 1999 JX71              | 12 de maig del 1999     | LINEAR                           |
| 40292 -            | 1999 JD72              | 12 de maig del 1999     | LINEAR                           |
| 40293 -            | 1999 JG73              | 12 de maig del 1999     | LINEAR                           |
| 40294 -            | 1999 JT73              | 12 de maig del 1999     | LINEAR                           |
| 40295 -            | 1999 JX73              | 12 de maig del 1999     | LINEAR                           |
| 40296 -            | 1999 JE74              | 12 de maig del 1999     | LINEAR                           |
| 40297 -            | 1999 JJ74              | 12 de maig del 1999     | LINEAR                           |
| 40298 -            | 1999 JD81              | 13 de maig del 1999     | LINEAR                           |
| 40299 -            | 1999 JN90              | 12 de maig del 1999     | LINEAR                           |
| 40300 -            | 1999 JT93              | 12 de maig del 1999     | LINEAR                           |
| 40301-40400        |                        |                         |                                  |
| 40301 -            | 1999 JU93              | 12 de maig del 1999     | LINEAR                           |
| 40302 -            | 1999 JD98              | 12 de maig del 1999     | LINEAR                           |
| 40303 -            | 1999 JU98              | 12 de maig del 1999     | LINEAR                           |
| 40304 -            | 1999 JX104             | 12 de maig del 1999     | LINEAR                           |
| 40305 -            | 1999 JP111             | 13 de maig del 1999     | LINEAR                           |
| 40306 -            | 1999 JN112             | 13 de maig del 1999     | LINEAR                           |
| 40307 -            | 1999 JN115             | 13 de maig del 1999     | LINEAR                           |
| 40308 -            | 1999 JV120             | 13 de maig del 1999     | LINEAR                           |
| 40309 -            | 1999 JH131             | 13 de maig del 1999     | LINEAR                           |
| 40310 -            | 1999 KU4               | 18 de maig del 1999     | LINEAR                           |
| 40311 -            | 1999 KH13              | 18 de maig del 1999     | LINEAR                           |
| 40312 -            | 1999 KZ13              | 18 de maig del 1999     | LINEAR                           |
| 40313 -            | 1999 KV14              | 18 de maig del 1999     | LINEAR                           |
| 40314 -            | 1999 KR16              | 16 de maig del 1999     | A. C. Delsanti, O. R. Hainaut    |
| 40315 -            | 1999 LS                | 4 de juny del 1999      | LINEAR                           |
| 40316 -            | 1999 LU4               | 7 de juny del 1999      | LINEAR                           |
| 40317 -            | 1999 LO7               | 9 de juny del 1999      | CSS                              |
| 40318 -            | 1999 LQ9               | 8 de juny del 1999      | LINEAR                           |
| 40319 -            | 1999 LR11              | 9 de juny del 1999      | LINEAR                           |
| 40320 -            | 1999 LP14              | 9 de juny del 1999      | LINEAR                           |
| 40321 -            | 1999 LA21              | 9 de juny del 1999      | LINEAR                           |
| 40322 -            | 1999 LU23              | 9 de juny del 1999      | LINEAR                           |
| 40323 -            | 1999 LF25              | 9 de juny del 1999      | LINEAR                           |
| 40324 -            | 1999 LY30              | 12 de juny del 1999     | Spacewatch                       |
| 40325 -            | 1999 LW33              | 11 de juny del 1999     | CSS                              |
| 40326 -            | 1999 MA                | 18 de juny del 1999     | P. G. Comba                      |
| 40327 -            | 1999 MB                | 17 de juny del 1999     | J. Broughton                     |
| 40328 Dow          | 1999 MK                | 20 de juny del 1999     | D. Healy                         |
| 40329 -            | 1999 ML                | 20 de juny del 1999     | CSS                              |
| 40330 -            | 1999 MN1               | 20 de juny del 1999     | LONEOS                           |
| 40331 -            | 1999 MS1               | 17 de juny del 1999     | G. Hug, G. Bell                  |
| 40332 -            | 1999 NK                | 6 de juliol del 1999    | J. Broughton                     |
| 40333 -            | 1999 NO1               | 12 de juliol del 1999   | LINEAR                           |
| 40334 -            | 1999 NS4               | 11 de juliol del 1999   | K. Korlević                      |
| 40335 -            | 1999 NJ5               | 15 de juliol del 1999   | K. Korlević                      |
| 40336 -            | 1999 NG6               | 13 de juliol del 1999   | LINEAR                           |
| 40337 -            | 1999 NN7               | 13 de juliol del 1999   | LINEAR                           |
| 40338 -            | 1999 NB8               | 13 de juliol del 1999   | LINEAR                           |
| 40339 -            | 1999 NF8               | 13 de juliol del 1999   | LINEAR                           |
| 40340 -            | 1999 NR8               | 13 de juliol del 1999   | LINEAR                           |
| 40341 -            | 1999 NU8               | 13 de juliol del 1999   | LINEAR                           |
| 40342 -            | 1999 NB9               | 13 de juliol del 1999   | LINEAR                           |
| 40343 -            | 1999 NH9               | 13 de juliol del 1999   | LINEAR                           |
| 40344 -            | 1999 NN9               | 13 de juliol del 1999   | LINEAR                           |
| 40345 -            | 1999 NT9               | 13 de juliol del 1999   | LINEAR                           |
| 40346 -            | 1999 ND10              | 13 de juliol del 1999   | LINEAR                           |
| 40347 -            | 1999 NH10              | 13 de juliol del 1999   | LINEAR                           |
| 40348 -            | 1999 NO10              | 13 de juliol del 1999   | LINEAR                           |
| 40349 -            | 1999 NF11              | 13 de juliol del 1999   | LINEAR                           |
| 40350 -            | 1999 NO11              | 13 de juliol del 1999   | LINEAR                           |
| 40351 -            | 1999 NZ11              | 13 de juliol del 1999   | LINEAR                           |
| 40352 -            | 1999 ND12              | 13 de juliol del 1999   | LINEAR                           |
| 40353 -            | 1999 NB13              | 14 de juliol del 1999   | LINEAR                           |
| 40354 -            | 1999 NQ15              | 14 de juliol del 1999   | LINEAR                           |
| 40355 -            | 1999 NH17              | 14 de juliol del 1999   | LINEAR                           |
| 40356 -            | 1999 NZ17              | 14 de juliol del 1999   | LINEAR                           |
| 40357 -            | 1999 NM18              | 14 de juliol del 1999   | LINEAR                           |
| 40358 -            | 1999 ND19              | 14 de juliol del 1999   | LINEAR                           |
| 40359 -            | 1999 NT20              | 14 de juliol del 1999   | LINEAR                           |
| 40360 -            | 1999 NE21              | 14 de juliol del 1999   | LINEAR                           |
| 40361 -            | 1999 NG21              | 14 de juliol del 1999   | LINEAR                           |
| 40362 -            | 1999 NY21              | 14 de juliol del 1999   | LINEAR                           |
| 40363 -            | 1999 NM23              | 14 de juliol del 1999   | LINEAR                           |
| 40364 -            | 1999 ND24              | 14 de juliol del 1999   | LINEAR                           |
| 40365 -            | 1999 NE26              | 14 de juliol del 1999   | LINEAR                           |
| 40366 -            | 1999 NF27              | 14 de juliol del 1999   | LINEAR                           |
| 40367 -            | 1999 NA28              | 14 de juliol del 1999   | LINEAR                           |
| 40368 -            | 1999 NS28              | 14 de juliol del 1999   | LINEAR                           |
| 40369 -            | 1999 NY28              | 14 de juliol del 1999   | LINEAR                           |
| 40370 -            | 1999 NZ28              | 14 de juliol del 1999   | LINEAR                           |
| 40371 -            | 1999 NF30              | 14 de juliol del 1999   | LINEAR                           |
| 40372 -            | 1999 NG34              | 14 de juliol del 1999   | LINEAR                           |
| 40373 -            | 1999 NF36              | 14 de juliol del 1999   | LINEAR                           |
| 40374 -            | 1999 NG36              | 14 de juliol del 1999   | LINEAR                           |
| 40375 -            | 1999 NO36              | 14 de juliol del 1999   | LINEAR                           |
| 40376 -            | 1999 NF37              | 14 de juliol del 1999   | LINEAR                           |
| 40377 -            | 1999 NM39              | 14 de juliol del 1999   | LINEAR                           |
| 40378 -            | 1999 NW40              | 14 de juliol del 1999   | LINEAR                           |
| 40379 -            | 1999 NG41              | 14 de juliol del 1999   | LINEAR                           |
| 40380 -            | 1999 NX42              | 14 de juliol del 1999   | LINEAR                           |
| 40381 -            | 1999 NK44              | 13 de juliol del 1999   | LINEAR                           |
| 40382 -            | 1999 NK47              | 13 de juliol del 1999   | LINEAR                           |
| 40383 -            | 1999 NW47              | 13 de juliol del 1999   | LINEAR                           |
| 40384 -            | 1999 NC49              | 13 de juliol del 1999   | LINEAR                           |
| 40385 -            | 1999 NE49              | 13 de juliol del 1999   | LINEAR                           |
| 40386 -            | 1999 NK49              | 13 de juliol del 1999   | LINEAR                           |
| 40387 -            | 1999 NL49              | 13 de juliol del 1999   | LINEAR                           |
| 40388 -            | 1999 NY49              | 13 de juliol del 1999   | LINEAR                           |
| 40389 -            | 1999 ND50              | 13 de juliol del 1999   | LINEAR                           |
| 40390 -            | 1999 NR51              | 12 de juliol del 1999   | LINEAR                           |
| 40391 -            | 1999 NR52              | 12 de juliol del 1999   | LINEAR                           |
| 40392 -            | 1999 NS53              | 12 de juliol del 1999   | LINEAR                           |
| 40393 -            | 1999 NW53              | 12 de juliol del 1999   | LINEAR                           |
| 40394 -            | 1999 NX53              | 12 de juliol del 1999   | LINEAR                           |
| 40395 -            | 1999 NP54              | 12 de juliol del 1999   | LINEAR                           |
| 40396 -            | 1999 NT54              | 12 de juliol del 1999   | LINEAR                           |
| 40397 -            | 1999 NY55              | 12 de juliol del 1999   | LINEAR                           |
| 40398 -            | 1999 NL57              | 13 de juliol del 1999   | LINEAR                           |
| 40399 -            | 1999 NW63              | 14 de juliol del 1999   | LINEAR                           |
| 40400 -            | 1999 NJ64              | 14 de juliol del 1999   | LINEAR                           |
| 40401-40500        |                        |                         |                                  |
| 40401 -            | 1999 NS64              | 14 de juliol del 1999   | LINEAR                           |
| 40402 -            | 1999 NY64              | 14 de juliol del 1999   | LINEAR                           |
| 40403 -            | 1999 NJ65              | 12 de juliol del 1999   | LINEAR                           |
| 40404 -            | 1999 OB                | 16 de juliol del 1999   | K. Korlević                      |
| 40405 -            | 1999 OU                | 17 de juliol del 1999   | W. Bickel                        |
| 40406 -            | 1999 OR1               | 16 de juliol del 1999   | LINEAR                           |
| 40407 -            | 1999 QT2               | 31 d'agost del 1999     | T. Urata                         |
| 40408 -            | 1999 RO2               | 4 de setembre del 1999  | CSS                              |
| 40409 Taichikato   | 1999 RS2               | 6 de setembre del 1999  | G. Masi                          |
| 40410 Příhoda      | 1999 RJ3               | 4 de setembre del 1999  | L. Šarounová                     |
| 40411 -            | 1999 RM3               | 6 de setembre del 1999  | T. Kagawa                        |
| 40412 -            | 1999 RE9               | 4 de setembre del 1999  | Spacewatch                       |
| 40413 -            | 1999 RS10              | 7 de setembre del 1999  | LINEAR                           |
| 40414 -            | 1999 RP11              | 7 de setembre del 1999  | LINEAR                           |
| 40415 -            | 1999 RB13              | 7 de setembre del 1999  | LINEAR                           |
| 40416 -            | 1999 RO14              | 7 de setembre del 1999  | LINEAR                           |
| 40417 -            | 1999 RD16              | 7 de setembre del 1999  | LINEAR                           |
| 40418 -            | 1999 RK19              | 7 de setembre del 1999  | LINEAR                           |
| 40419 -            | 1999 RV20              | 7 de setembre del 1999  | LINEAR                           |
| 40420 -            | 1999 RJ21              | 7 de setembre del 1999  | LINEAR                           |
| 40421 -            | 1999 RZ22              | 7 de setembre del 1999  | LINEAR                           |
| 40422 -            | 1999 RF23              | 7 de setembre del 1999  | LINEAR                           |
| 40423 -            | 1999 RJ23              | 7 de setembre del 1999  | LINEAR                           |
| 40424 -            | 1999 RB24              | 7 de setembre del 1999  | LINEAR                           |
| 40425 -            | 1999 RQ25              | 7 de setembre del 1999  | LINEAR                           |
| 40426 -            | 1999 RV25              | 7 de setembre del 1999  | LINEAR                           |
| 40427 -            | 1999 RN26              | 7 de setembre del 1999  | LINEAR                           |
| 40428 -            | 1999 RZ26              | 7 de setembre del 1999  | LINEAR                           |
| 40429 -            | 1999 RL27              | 7 de setembre del 1999  | K. Korlević                      |
| 40430 -            | 1999 RL28              | 7 de setembre del 1999  | LINEAR                           |
| 40431 -            | 1999 RK29              | 8 de setembre del 1999  | LINEAR                           |
| 40432 -            | 1999 RW29              | 8 de setembre del 1999  | LINEAR                           |
| 40433 -            | 1999 RQ30              | 8 de setembre del 1999  | LINEAR                           |
| 40434 -            | 1999 RH32              | 9 de setembre del 1999  | K. Korlević                      |
| 40435 -            | 1999 RL32              | 9 de setembre del 1999  | K. Korlević                      |
| 40436 Sylviecoyaud | 1999 RQ32              | 10 de setembre del 1999 | Campo Catino                     |
| 40437 -            | 1999 RU33              | 6 de setembre del 1999  | G. Bell, G. Hug                  |
| 40438 -            | 1999 RV33              | 6 de setembre del 1999  | G. Bell, G. Hug                  |
| 40439 -            | 1999 RF34              | 9 de setembre del 1999  | K. Korlević                      |
| 40440 Dobrovský    | 1999 RU34              | 11 de setembre del 1999 | P. Pravec, P. Kušnirák           |
| 40441 Jungmann     | 1999 RW34              | 11 de setembre del 1999 | P. Pravec, P. Kušnirák           |
| 40442 -            | 1999 RO35              | 11 de setembre del 1999 | K. Korlević                      |
| 40443 -            | 1999 RU35              | 7 de setembre del 1999  | E. W. Elst                       |
| 40444 Palacký      | 1999 RV35              | 12 de setembre del 1999 | P. Pravec, M. Wolf               |
| 40445 -            | 1999 RY35              | 12 de setembre del 1999 | P. G. Comba                      |
| 40446 -            | 1999 RN36              | 12 de setembre del 1999 | Črni Vrh                         |
| 40447 -            | 1999 RC37              | 11 de setembre del 1999 | Osservatorio San Vittore         |
| 40448 -            | 1999 RT37              | 12 de setembre del 1999 | K. Korlević                      |
| 40449 -            | 1999 RV37              | 12 de setembre del 1999 | K. Korlević                      |
| 40450 -            | 1999 RX37              | 12 de setembre del 1999 | K. Korlević                      |
| 40451 -            | 1999 RD38              | 13 de setembre del 1999 | K. Korlević                      |
| 40452 -            | 1999 RV38              | 12 de setembre del 1999 | J. Broughton                     |
| 40453 -            | 1999 RX38              | 13 de setembre del 1999 | J. Broughton                     |
| 40454 -            | 1999 RY39              | 12 de setembre del 1999 | CSS                              |
| 40455 -            | 1999 RC40              | 12 de setembre del 1999 | CSS                              |
| 40456 -            | 1999 RV41              | 13 de setembre del 1999 | K. Korlević                      |
| 40457 Williamkuhn  | 1999 RG43              | 4 de setembre del 1999  | M. Collins, M. White             |
| 40458 -            | 1999 RH43              | 14 de setembre del 1999 | K. Korlević                      |
| 40459 Rektorys     | 1999 RK43              | 14 de setembre del 1999 | P. Pravec, P. Kušnirák           |
| 40460 -            | 1999 RV43              | 15 de setembre del 1999 | K. Korlević                      |
| 40461 -            | 1999 RW43              | 15 de setembre del 1999 | K. Korlević                      |
| 40462 -            | 1999 RC44              | 15 de setembre del 1999 | Višnjan Observatory              |
| 40463 -            | 1999 RE44              | 15 de setembre del 1999 | G. W. Billings                   |
| 40464 -            | 1999 RM44              | 8 de setembre del 1999  | LINEAR                           |
| 40465 -            | 1999 RQ44              | 14 de setembre del 1999 | K. Korlević                      |
| 40466 -            | 1999 RU44              | 14 de setembre del 1999 | Črni Vrh                         |
| 40467 -            | 1999 RE46              | 7 de setembre del 1999  | LINEAR                           |
| 40468 -            | 1999 RF46              | 7 de setembre del 1999  | LINEAR                           |
| 40469 -            | 1999 RM47              | 7 de setembre del 1999  | LINEAR                           |
| 40470 -            | 1999 RN47              | 7 de setembre del 1999  | LINEAR                           |
| 40471 -            | 1999 RX47              | 7 de setembre del 1999  | LINEAR                           |
| 40472 -            | 1999 RU49              | 7 de setembre del 1999  | LINEAR                           |
| 40473 -            | 1999 RR50              | 7 de setembre del 1999  | LINEAR                           |
| 40474 -            | 1999 RG51              | 7 de setembre del 1999  | LINEAR                           |
| 40475 -            | 1999 RE53              | 7 de setembre del 1999  | LINEAR                           |
| 40476 -            | 1999 RH53              | 7 de setembre del 1999  | LINEAR                           |
| 40477 -            | 1999 RS54              | 7 de setembre del 1999  | LINEAR                           |
| 40478 -            | 1999 RT54              | 7 de setembre del 1999  | LINEAR                           |
| 40479 -            | 1999 RQ60              | 7 de setembre del 1999  | LINEAR                           |
| 40480 -            | 1999 RK61              | 7 de setembre del 1999  | LINEAR                           |
| 40481 -            | 1999 RQ61              | 7 de setembre del 1999  | LINEAR                           |
| 40482 -            | 1999 RA62              | 7 de setembre del 1999  | LINEAR                           |
| 40483 -            | 1999 RE62              | 7 de setembre del 1999  | LINEAR                           |
| 40484 -            | 1999 RA63              | 7 de setembre del 1999  | LINEAR                           |
| 40485 -            | 1999 RY63              | 7 de setembre del 1999  | LINEAR                           |
| 40486 -            | 1999 RJ64              | 7 de setembre del 1999  | LINEAR                           |
| 40487 -            | 1999 RP66              | 7 de setembre del 1999  | LINEAR                           |
| 40488 -            | 1999 RV66              | 7 de setembre del 1999  | LINEAR                           |
| 40489 -            | 1999 RH67              | 7 de setembre del 1999  | LINEAR                           |
| 40490 -            | 1999 RY67              | 7 de setembre del 1999  | LINEAR                           |
| 40491 -            | 1999 RJ68              | 7 de setembre del 1999  | LINEAR                           |
| 40492 -            | 1999 RO69              | 7 de setembre del 1999  | LINEAR                           |
| 40493 -            | 1999 RD71              | 7 de setembre del 1999  | LINEAR                           |
| 40494 -            | 1999 RG72              | 7 de setembre del 1999  | LINEAR                           |
| 40495 -            | 1999 RQ74              | 7 de setembre del 1999  | LINEAR                           |
| 40496 -            | 1999 RD76              | 7 de setembre del 1999  | LINEAR                           |
| 40497 -            | 1999 RR78              | 7 de setembre del 1999  | LINEAR                           |
| 40498 -            | 1999 RG80              | 7 de setembre del 1999  | LINEAR                           |
| 40499 -            | 1999 RK81              | 7 de setembre del 1999  | LINEAR                           |
| 40500 -            | 1999 RE82              | 7 de setembre del 1999  | LINEAR                           |
| 40501-40600        |                        |                         |                                  |
| 40501 -            | 1999 RM82              | 7 de setembre del 1999  | LINEAR                           |
| 40502 -            | 1999 RT82              | 7 de setembre del 1999  | LINEAR                           |
| 40503 -            | 1999 RA83              | 7 de setembre del 1999  | LINEAR                           |
| 40504 -            | 1999 RC84              | 7 de setembre del 1999  | LINEAR                           |
| 40505 -            | 1999 RJ84              | 7 de setembre del 1999  | LINEAR                           |
| 40506 -            | 1999 RB86              | 7 de setembre del 1999  | LINEAR                           |
| 40507 -            | 1999 RK86              | 7 de setembre del 1999  | LINEAR                           |
| 40508 -            | 1999 RU86              | 7 de setembre del 1999  | LINEAR                           |
| 40509 -            | 1999 RJ87              | 7 de setembre del 1999  | LINEAR                           |
| 40510 -            | 1999 RU87              | 7 de setembre del 1999  | LINEAR                           |
| 40511 -            | 1999 RE88              | 7 de setembre del 1999  | LINEAR                           |
| 40512 -            | 1999 RP88              | 7 de setembre del 1999  | LINEAR                           |
| 40513 -            | 1999 RS88              | 7 de setembre del 1999  | LINEAR                           |
| 40514 -            | 1999 RC89              | 7 de setembre del 1999  | LINEAR                           |
| 40515 -            | 1999 RE89              | 7 de setembre del 1999  | LINEAR                           |
| 40516 -            | 1999 RY89              | 7 de setembre del 1999  | LINEAR                           |
| 40517 -            | 1999 RA92              | 7 de setembre del 1999  | LINEAR                           |
| 40518 -            | 1999 RZ93              | 7 de setembre del 1999  | LINEAR                           |
| 40519 -            | 1999 RQ94              | 7 de setembre del 1999  | LINEAR                           |
| 40520 -            | 1999 RG95              | 7 de setembre del 1999  | LINEAR                           |
| 40521 -            | 1999 RL95              | 7 de setembre del 1999  | LINEAR                           |
| 40522 -            | 1999 RT95              | 7 de setembre del 1999  | LINEAR                           |
| 40523 -            | 1999 RX95              | 7 de setembre del 1999  | LINEAR                           |
| 40524 -            | 1999 RA96              | 7 de setembre del 1999  | LINEAR                           |
| 40525 -            | 1999 RO96              | 7 de setembre del 1999  | LINEAR                           |
| 40526 -            | 1999 RV96              | 7 de setembre del 1999  | LINEAR                           |
| 40527 -            | 1999 RS98              | 7 de setembre del 1999  | LINEAR                           |
| 40528 -            | 1999 RT98              | 7 de setembre del 1999  | LINEAR                           |
| 40529 -            | 1999 RC99              | 7 de setembre del 1999  | LINEAR                           |
| 40530 -            | 1999 RE99              | 8 de setembre del 1999  | LINEAR                           |
| 40531 -            | 1999 RB100             | 8 de setembre del 1999  | LINEAR                           |
| 40532 -            | 1999 RY100             | 8 de setembre del 1999  | LINEAR                           |
| 40533 -            | 1999 RH102             | 8 de setembre del 1999  | LINEAR                           |
| 40534 -            | 1999 RT102             | 8 de setembre del 1999  | LINEAR                           |
| 40535 -            | 1999 RG103             | 8 de setembre del 1999  | LINEAR                           |
| 40536 -            | 1999 RL103             | 8 de setembre del 1999  | LINEAR                           |
| 40537 -            | 1999 RT103             | 8 de setembre del 1999  | LINEAR                           |
| 40538 -            | 1999 RV103             | 8 de setembre del 1999  | LINEAR                           |
| 40539 -            | 1999 RL104             | 8 de setembre del 1999  | LINEAR                           |
| 40540 -            | 1999 RZ104             | 8 de setembre del 1999  | LINEAR                           |
| 40541 -            | 1999 RE106             | 8 de setembre del 1999  | LINEAR                           |
| 40542 -            | 1999 RS106             | 8 de setembre del 1999  | LINEAR                           |
| 40543 -            | 1999 RZ107             | 8 de setembre del 1999  | LINEAR                           |
| 40544 -            | 1999 RA108             | 8 de setembre del 1999  | LINEAR                           |
| 40545 -            | 1999 RO109             | 8 de setembre del 1999  | LINEAR                           |
| 40546 -            | 1999 RY109             | 8 de setembre del 1999  | LINEAR                           |
| 40547 -            | 1999 RH111             | 9 de setembre del 1999  | LINEAR                           |
| 40548 -            | 1999 RK112             | 9 de setembre del 1999  | LINEAR                           |
| 40549 -            | 1999 RP112             | 9 de setembre del 1999  | LINEAR                           |
| 40550 -            | 1999 RM113             | 9 de setembre del 1999  | LINEAR                           |
| 40551 -            | 1999 RS113             | 9 de setembre del 1999  | LINEAR                           |
| 40552 -            | 1999 RX114             | 9 de setembre del 1999  | LINEAR                           |
| 40553 -            | 1999 RE115             | 9 de setembre del 1999  | LINEAR                           |
| 40554 -            | 1999 RG115             | 9 de setembre del 1999  | LINEAR                           |
| 40555 -            | 1999 RM115             | 9 de setembre del 1999  | LINEAR                           |
| 40556 -            | 1999 RS115             | 9 de setembre del 1999  | LINEAR                           |
| 40557 -            | 1999 RX116             | 9 de setembre del 1999  | LINEAR                           |
| 40558 -            | 1999 RE118             | 9 de setembre del 1999  | LINEAR                           |
| 40559 -            | 1999 RO118             | 9 de setembre del 1999  | LINEAR                           |
| 40560 -            | 1999 RQ118             | 9 de setembre del 1999  | LINEAR                           |
| 40561 -            | 1999 RR118             | 9 de setembre del 1999  | LINEAR                           |
| 40562 -            | 1999 RB121             | 9 de setembre del 1999  | LINEAR                           |
| 40563 -            | 1999 RZ122             | 9 de setembre del 1999  | LINEAR                           |
| 40564 -            | 1999 RZ123             | 9 de setembre del 1999  | LINEAR                           |
| 40565 -            | 1999 RD124             | 9 de setembre del 1999  | LINEAR                           |
| 40566 -            | 1999 RE124             | 9 de setembre del 1999  | LINEAR                           |
| 40567 -            | 1999 RB126             | 9 de setembre del 1999  | LINEAR                           |
| 40568 -            | 1999 RF126             | 9 de setembre del 1999  | LINEAR                           |
| 40569 -            | 1999 RH128             | 9 de setembre del 1999  | LINEAR                           |
| 40570 -            | 1999 RV128             | 9 de setembre del 1999  | LINEAR                           |
| 40571 -            | 1999 RD129             | 9 de setembre del 1999  | LINEAR                           |
| 40572 -            | 1999 RP129             | 9 de setembre del 1999  | LINEAR                           |
| 40573 -            | 1999 RE130             | 9 de setembre del 1999  | LINEAR                           |
| 40574 -            | 1999 RO130             | 9 de setembre del 1999  | LINEAR                           |
| 40575 -            | 1999 RS130             | 9 de setembre del 1999  | LINEAR                           |
| 40576 -            | 1999 RM133             | 9 de setembre del 1999  | LINEAR                           |
| 40577 -            | 1999 RQ134             | 9 de setembre del 1999  | LINEAR                           |
| 40578 -            | 1999 RT134             | 9 de setembre del 1999  | LINEAR                           |
| 40579 -            | 1999 RJ135             | 9 de setembre del 1999  | LINEAR                           |
| 40580 -            | 1999 RN135             | 9 de setembre del 1999  | LINEAR                           |
| 40581 -            | 1999 RK136             | 9 de setembre del 1999  | LINEAR                           |
| 40582 -            | 1999 RC137             | 9 de setembre del 1999  | LINEAR                           |
| 40583 -            | 1999 RR137             | 9 de setembre del 1999  | LINEAR                           |
| 40584 -            | 1999 RJ140             | 9 de setembre del 1999  | LINEAR                           |
| 40585 -            | 1999 RL140             | 9 de setembre del 1999  | LINEAR                           |
| 40586 -            | 1999 RZ140             | 9 de setembre del 1999  | LINEAR                           |
| 40587 -            | 1999 RB141             | 9 de setembre del 1999  | LINEAR                           |
| 40588 -            | 1999 RF141             | 9 de setembre del 1999  | LINEAR                           |
| 40589 -            | 1999 RP141             | 9 de setembre del 1999  | LINEAR                           |
| 40590 -            | 1999 RQ141             | 9 de setembre del 1999  | LINEAR                           |
| 40591 -            | 1999 RR142             | 9 de setembre del 1999  | LINEAR                           |
| 40592 -            | 1999 RM143             | 9 de setembre del 1999  | LINEAR                           |
| 40593 -            | 1999 RZ144             | 9 de setembre del 1999  | LINEAR                           |
| 40594 -            | 1999 RW146             | 9 de setembre del 1999  | LINEAR                           |
| 40595 -            | 1999 RY146             | 9 de setembre del 1999  | LINEAR                           |
| 40596 -            | 1999 RA148             | 9 de setembre del 1999  | LINEAR                           |
| 40597 -            | 1999 RG149             | 9 de setembre del 1999  | LINEAR                           |
| 40598 -            | 1999 RM149             | 9 de setembre del 1999  | LINEAR                           |
| 40599 -            | 1999 RX150             | 9 de setembre del 1999  | LINEAR                           |
| 40600 -            | 1999 RZ150             | 9 de setembre del 1999  | LINEAR                           |
| 40601-40700        |                        |                         |                                  |
| 40601 -            | 1999 RQ151             | 9 de setembre del 1999  | LINEAR                           |
| 40602 -            | 1999 RO152             | 9 de setembre del 1999  | LINEAR                           |
| 40603 -            | 1999 RD154             | 9 de setembre del 1999  | LINEAR                           |
| 40604 -            | 1999 RO154             | 9 de setembre del 1999  | LINEAR                           |
| 40605 -            | 1999 RA155             | 9 de setembre del 1999  | LINEAR                           |
| 40606 -            | 1999 RR157             | 9 de setembre del 1999  | LINEAR                           |
| 40607 -            | 1999 RH158             | 9 de setembre del 1999  | LINEAR                           |
| 40608 -            | 1999 RS159             | 9 de setembre del 1999  | LINEAR                           |
| 40609 -            | 1999 RD160             | 9 de setembre del 1999  | LINEAR                           |
| 40610 -            | 1999 RF160             | 9 de setembre del 1999  | LINEAR                           |
| 40611 -            | 1999 RS160             | 9 de setembre del 1999  | LINEAR                           |
| 40612 -            | 1999 RM162             | 9 de setembre del 1999  | LINEAR                           |
| 40613 -            | 1999 RR162             | 9 de setembre del 1999  | LINEAR                           |
| 40614 -            | 1999 RW162             | 9 de setembre del 1999  | LINEAR                           |
| 40615 -            | 1999 RD163             | 9 de setembre del 1999  | LINEAR                           |
| 40616 -            | 1999 RW163             | 9 de setembre del 1999  | LINEAR                           |
| 40617 -            | 1999 RZ163             | 9 de setembre del 1999  | LINEAR                           |
| 40618 -            | 1999 RG164             | 9 de setembre del 1999  | LINEAR                           |
| 40619 -            | 1999 RQ165             | 9 de setembre del 1999  | LINEAR                           |
| 40620 -            | 1999 RH168             | 9 de setembre del 1999  | LINEAR                           |
| 40621 -            | 1999 RG169             | 9 de setembre del 1999  | LINEAR                           |
| 40622 -            | 1999 RY169             | 9 de setembre del 1999  | LINEAR                           |
| 40623 -            | 1999 RO170             | 9 de setembre del 1999  | LINEAR                           |
| 40624 -            | 1999 RJ171             | 9 de setembre del 1999  | LINEAR                           |
| 40625 -            | 1999 RJ172             | 9 de setembre del 1999  | LINEAR                           |
| 40626 -            | 1999 RP172             | 9 de setembre del 1999  | LINEAR                           |
| 40627 -            | 1999 RJ173             | 9 de setembre del 1999  | LINEAR                           |
| 40628 -            | 1999 RV173             | 9 de setembre del 1999  | LINEAR                           |
| 40629 -            | 1999 RX173             | 9 de setembre del 1999  | LINEAR                           |
| 40630 -            | 1999 RA174             | 9 de setembre del 1999  | LINEAR                           |
| 40631 -            | 1999 RX174             | 9 de setembre del 1999  | LINEAR                           |
| 40632 -            | 1999 RJ175             | 9 de setembre del 1999  | LINEAR                           |
| 40633 -            | 1999 RR177             | 9 de setembre del 1999  | LINEAR                           |
| 40634 -            | 1999 RH178             | 9 de setembre del 1999  | LINEAR                           |
| 40635 -            | 1999 RV179             | 9 de setembre del 1999  | LINEAR                           |
| 40636 -            | 1999 RW179             | 9 de setembre del 1999  | LINEAR                           |
| 40637 -            | 1999 RP180             | 9 de setembre del 1999  | LINEAR                           |
| 40638 -            | 1999 RS180             | 9 de setembre del 1999  | LINEAR                           |
| 40639 -            | 1999 RW180             | 9 de setembre del 1999  | LINEAR                           |
| 40640 -            | 1999 RQ181             | 9 de setembre del 1999  | LINEAR                           |
| 40641 -            | 1999 RV181             | 9 de setembre del 1999  | LINEAR                           |
| 40642 -            | 1999 RW181             | 9 de setembre del 1999  | LINEAR                           |
| 40643 -            | 1999 RG182             | 9 de setembre del 1999  | LINEAR                           |
| 40644 -            | 1999 RH183             | 9 de setembre del 1999  | LINEAR                           |
| 40645 -            | 1999 RS183             | 9 de setembre del 1999  | LINEAR                           |
| 40646 -            | 1999 RV184             | 9 de setembre del 1999  | LINEAR                           |
| 40647 -            | 1999 RD185             | 9 de setembre del 1999  | LINEAR                           |
| 40648 -            | 1999 RO185             | 9 de setembre del 1999  | LINEAR                           |
| 40649 -            | 1999 RY186             | 9 de setembre del 1999  | LINEAR                           |
| 40650 -            | 1999 RS187             | 9 de setembre del 1999  | LINEAR                           |
| 40651 -            | 1999 RJ189             | 9 de setembre del 1999  | LINEAR                           |
| 40652 -            | 1999 RP189             | 9 de setembre del 1999  | LINEAR                           |
| 40653 -            | 1999 RS190             | 10 de setembre del 1999 | LINEAR                           |
| 40654 -            | 1999 RH191             | 11 de setembre del 1999 | LINEAR                           |
| 40655 -            | 1999 RM191             | 15 de setembre del 1999 | Spacewatch                       |
| 40656 -            | 1999 RY191             | 11 de setembre del 1999 | LINEAR                           |
| 40657 -            | 1999 RE192             | 13 de setembre del 1999 | LINEAR                           |
| 40658 -            | 1999 RD193             | 13 de setembre del 1999 | LINEAR                           |
| 40659 -            | 1999 RK193             | 13 de setembre del 1999 | LINEAR                           |
| 40660 -            | 1999 RH194             | 7 de setembre del 1999  | LINEAR                           |
| 40661 -            | 1999 RS194             | 7 de setembre del 1999  | LINEAR                           |
| 40662 -            | 1999 RD195             | 8 de setembre del 1999  | LINEAR                           |
| 40663 -            | 1999 RR195             | 8 de setembre del 1999  | LINEAR                           |
| 40664 -            | 1999 RF196             | 8 de setembre del 1999  | LINEAR                           |
| 40665 -            | 1999 RE197             | 8 de setembre del 1999  | LINEAR                           |
| 40666 -            | 1999 RS197             | 8 de setembre del 1999  | LINEAR                           |
| 40667 -            | 1999 RB200             | 8 de setembre del 1999  | LINEAR                           |
| 40668 -            | 1999 RX200             | 8 de setembre del 1999  | LINEAR                           |
| 40669 -            | 1999 RN201             | 8 de setembre del 1999  | LINEAR                           |
| 40670 -            | 1999 RW201             | 8 de setembre del 1999  | LINEAR                           |
| 40671 -            | 1999 RE202             | 8 de setembre del 1999  | LINEAR                           |
| 40672 -            | 1999 RJ202             | 8 de setembre del 1999  | LINEAR                           |
| 40673 -            | 1999 RL203             | 8 de setembre del 1999  | LINEAR                           |
| 40674 -            | 1999 RX203             | 8 de setembre del 1999  | LINEAR                           |
| 40675 -            | 1999 RU205             | 8 de setembre del 1999  | LINEAR                           |
| 40676 -            | 1999 RN206             | 8 de setembre del 1999  | LINEAR                           |
| 40677 -            | 1999 RP206             | 8 de setembre del 1999  | LINEAR                           |
| 40678 -            | 1999 RY206             | 8 de setembre del 1999  | LINEAR                           |
| 40679 -            | 1999 RO207             | 8 de setembre del 1999  | LINEAR                           |
| 40680 -            | 1999 RY209             | 8 de setembre del 1999  | LINEAR                           |
| 40681 -            | 1999 RL211             | 8 de setembre del 1999  | LINEAR                           |
| 40682 -            | 1999 RM211             | 8 de setembre del 1999  | LINEAR                           |
| 40683 -            | 1999 RB213             | 9 de setembre del 1999  | LINEAR                           |
| 40684 -            | 1999 RE214             | 8 de setembre del 1999  | T. Pauwels                       |
| 40685 -            | 1999 RL217             | 3 de setembre del 1999  | LONEOS                           |
| 40686 -            | 1999 RD220             | 4 de setembre del 1999  | LONEOS                           |
| 40687 -            | 1999 RS220             | 5 de setembre del 1999  | CSS                              |
| 40688 -            | 1999 RL223             | 7 de setembre del 1999  | LINEAR                           |
| 40689 -            | 1999 RG224             | 7 de setembre del 1999  | LONEOS                           |
| 40690 -            | 1999 RV225             | 4 de setembre del 1999  | CSS                              |
| 40691 -            | 1999 RH227             | 5 de setembre del 1999  | CSS                              |
| 40692 -            | 1999 RE228             | 8 de setembre del 1999  | CSS                              |
| 40693 -            | 1999 RX229             | 8 de setembre del 1999  | CSS                              |
| 40694 -            | 1999 RY230             | 8 de setembre del 1999  | CSS                              |
| 40695 -            | 1999 RA231             | 8 de setembre del 1999  | CSS                              |
| 40696 -            | 1999 RU231             | 9 de setembre del 1999  | LONEOS                           |
| 40697 -            | 1999 RZ231             | 9 de setembre del 1999  | LONEOS                           |
| 40698 -            | 1999 RT232             | 8 de setembre del 1999  | CSS                              |
| 40699 -            | 1999 RB235             | 8 de setembre del 1999  | CSS                              |
| 40700 -            | 1999 RF235             | 8 de setembre del 1999  | CSS                              |
| 40701-40800        |                        |                         |                                  |
| 40701 -            | 1999 RG235             | 8 de setembre del 1999  | CSS                              |
| 40702 -            | 1999 RH236             | 8 de setembre del 1999  | CSS                              |
| 40703 -            | 1999 RR237             | 8 de setembre del 1999  | CSS                              |
| 40704 -            | 1999 RB238             | 8 de setembre del 1999  | CSS                              |
| 40705 -            | 1999 RG239             | 8 de setembre del 1999  | CSS                              |
| 40706 -            | 1999 RO240             | 11 de setembre del 1999 | LONEOS                           |
| 40707 -            | 1999 RV240             | 11 de setembre del 1999 | LONEOS                           |
| 40708 -            | 1999 RR242             | 4 de setembre del 1999  | LONEOS                           |
| 40709 -            | 1999 RW242             | 4 de setembre del 1999  | LONEOS                           |
| 40710 -            | 1999 RS245             | 7 de setembre del 1999  | LONEOS                           |
| 40711 -            | 1999 RU245             | 7 de setembre del 1999  | LONEOS                           |
| 40712 -            | 1999 RB246             | 7 de setembre del 1999  | LONEOS                           |
| 40713 -            | 1999 RT248             | 7 de setembre del 1999  | Spacewatch                       |
| 40714 -            | 1999 RS252             | 8 de setembre del 1999  | LINEAR                           |
| 40715 -            | 1999 RX253             | 7 de setembre del 1999  | LINEAR                           |
| 40716 -            | 1999 SL                | 16 de setembre del 1999 | J. Broughton                     |
| 40717 -            | 1999 SC2               | 18 de setembre del 1999 | LINEAR                           |
| 40718 -            | 1999 SU2               | 21 de setembre del 1999 | L. Šarounová                     |
| 40719 -            | 1999 SZ2               | 29 de setembre del 1999 | LINEAR                           |
| 40720 -            | 1999 SL6               | 30 de setembre del 1999 | LINEAR                           |
| 40721 -            | 1999 SM6               | 30 de setembre del 1999 | LINEAR                           |
| 40722 -            | 1999 SO6               | 30 de setembre del 1999 | LINEAR                           |
| 40723 -            | 1999 SF7               | 29 de setembre del 1999 | LINEAR                           |
| 40724 -            | 1999 SY8               | 29 de setembre del 1999 | LINEAR                           |
| 40725 -            | 1999 SP9               | 30 de setembre del 1999 | Stroncone                        |
| 40726 -            | 1999 SG11              | 30 de setembre del 1999 | CSS                              |
| 40727 -            | 1999 SQ11              | 30 de setembre del 1999 | CSS                              |
| 40728 -            | 1999 SS11              | 30 de setembre del 1999 | CSS                              |
| 40729 -            | 1999 SJ12              | 30 de setembre del 1999 | LINEAR                           |
| 40730 -            | 1999 SY12              | 30 de setembre del 1999 | LINEAR                           |
| 40731 -            | 1999 SB13              | 30 de setembre del 1999 | LINEAR                           |
| 40732 -            | 1999 SC13              | 30 de setembre del 1999 | LINEAR                           |
| 40733 -            | 1999 SM17              | 30 de setembre del 1999 | LINEAR                           |
| 40734 -            | 1999 SB19              | 30 de setembre del 1999 | LINEAR                           |
| 40735 -            | 1999 SU19              | 30 de setembre del 1999 | LINEAR                           |
| 40736 -            | 1999 SD20              | 30 de setembre del 1999 | LINEAR                           |
| 40737 -            | 1999 SE20              | 30 de setembre del 1999 | LINEAR                           |
| 40738 -            | 1999 SG20              | 30 de setembre del 1999 | LINEAR                           |
| 40739 -            | 1999 SX25              | 30 de setembre del 1999 | CSS                              |
| 40740 -            | 1999 SF27              | 30 de setembre del 1999 | CSS                              |
| 40741 -            | 1999 TD                | 1 d'octubre del 1999    | D. K. Chesney                    |
| 40742 -            | 1999 TK                | 2 d'octubre del 1999    | P. G. Comba                      |
| 40743 -            | 1999 TL                | 2 d'octubre del 1999    | P. G. Comba                      |
| 40744 -            | 1999 TG1               | 1 d'octubre del 1999    | K. Korlević                      |
| 40745 -            | 1999 TN2               | 2 d'octubre del 1999    | C. W. Juels                      |
| 40746 -            | 1999 TP2               | 2 d'octubre del 1999    | C. W. Juels                      |
| 40747 -            | 1999 TK5               | 2 d'octubre del 1999    | D. K. Chesney                    |
| 40748 -            | 1999 TO5               | 1 d'octubre del 1999    | K. Korlević, M. Jurić            |
| 40749 -            | 1999 TP6               | 6 d'octubre del 1999    | K. Korlević, M. Jurić            |
| 40750 -            | 1999 TA7               | 6 d'octubre del 1999    | K. Korlević, M. Jurić            |
| 40751 -            | 1999 TD7               | 6 d'octubre del 1999    | K. Korlević, M. Jurić            |
| 40752 -            | 1999 TO7               | 7 d'octubre del 1999    | K. Korlević, M. Jurić            |
| 40753 -            | 1999 TK8               | 6 d'octubre del 1999    | K. Korlević, M. Jurić            |
| 40754 -            | 1999 TM8               | 6 d'octubre del 1999    | K. Korlević, M. Jurić            |
| 40755 -            | 1999 TO8               | 6 d'octubre del 1999    | K. Korlević, M. Jurić            |
| 40756 -            | 1999 TQ8               | 7 d'octubre del 1999    | K. Korlević, M. Jurić            |
| 40757 -            | 1999 TS8               | 5 d'octubre del 1999    | T. Kagawa                        |
| 40758 -            | 1999 TT8               | 5 d'octubre del 1999    | T. Kagawa                        |
| 40759 -            | 1999 TY9               | 6 d'octubre del 1999    | L. Lai                           |
| 40760 -            | 1999 TH11              | 9 d'octubre del 1999    | C. W. Juels                      |
| 40761 -            | 1999 TT13              | 11 d'octubre del 1999   | Črni Vrh                         |
| 40762 -            | 1999 TL14              | 11 d'octubre del 1999   | K. Korlević, M. Jurić            |
| 40763 -            | 1999 TS14              | 5 d'octubre del 1999    | P. Kušnirák                      |
| 40764 -            | 1999 TA16              | 13 d'octubre del 1999   | Starkenburg                      |
| 40765 -            | 1999 TF16              | 10 d'octubre del 1999   | P. Antonini                      |
| 40766 -            | 1999 TB17              | 14 d'octubre del 1999   | K. Korlević                      |
| 40767 -            | 1999 TC17              | 14 d'octubre del 1999   | K. Korlević                      |
| 40768 -            | 1999 TZ17              | 10 d'octubre del 1999   | BAO Schmidt CCD Asteroid Program |
| 40769 -            | 1999 TJ18              | 10 d'octubre del 1999   | BAO Schmidt CCD Asteroid Program |
| 40770 -            | 1999 TV18              | 11 d'octubre del 1999   | Črni Vrh                         |
| 40771 -            | 1999 TP19              | 15 d'octubre del 1999   | Farra d'Isonzo                   |
| 40772 -            | 1999 TY19              | 14 d'octubre del 1999   | BAO Schmidt CCD Asteroid Program |
| 40773 -            | 1999 TZ19              | 15 d'octubre del 1999   | BAO Schmidt CCD Asteroid Program |
| 40774 -            | 1999 TH20              | 11 d'octubre del 1999   | T. Okuni                         |
| 40775 -            | 1999 TO20              | 5 d'octubre del 1999    | R. A. Tucker                     |
| 40776 -            | 1999 TA21              | 7 d'octubre del 1999    | R. A. Tucker                     |
| 40777 -            | 1999 TM25              | 3 d'octubre del 1999    | LINEAR                           |
| 40778 -            | 1999 TV25              | 3 d'octubre del 1999    | LINEAR                           |
| 40779 -            | 1999 TY25              | 3 d'octubre del 1999    | LINEAR                           |
| 40780 -            | 1999 TB26              | 3 d'octubre del 1999    | LINEAR                           |
| 40781 -            | 1999 TN26              | 3 d'octubre del 1999    | LINEAR                           |
| 40782 -            | 1999 TX26              | 3 d'octubre del 1999    | LINEAR                           |
| 40783 -            | 1999 TT28              | 4 d'octubre del 1999    | LINEAR                           |
| 40784 -            | 1999 TV28              | 4 d'octubre del 1999    | LINEAR                           |
| 40785 -            | 1999 TA29              | 4 d'octubre del 1999    | LINEAR                           |
| 40786 -            | 1999 TR30              | 4 d'octubre del 1999    | LINEAR                           |
| 40787 -            | 1999 TV30              | 4 d'octubre del 1999    | LINEAR                           |
| 40788 -            | 1999 TK31              | 4 d'octubre del 1999    | LINEAR                           |
| 40789 -            | 1999 TW31              | 4 d'octubre del 1999    | LINEAR                           |
| 40790 -            | 1999 TP32              | 4 d'octubre del 1999    | LINEAR                           |
| 40791 -            | 1999 TO33              | 4 d'octubre del 1999    | LINEAR                           |
| 40792 -            | 1999 TY33              | 4 d'octubre del 1999    | LINEAR                           |
| 40793 -            | 1999 TZ33              | 4 d'octubre del 1999    | LINEAR                           |
| 40794 -            | 1999 TD36              | 2 d'octubre del 1999    | LONEOS                           |
| 40795 -            | 1999 TF36              | 5 d'octubre del 1999    | LONEOS                           |
| 40796 -            | 1999 TT36              | 13 d'octubre del 1999   | LONEOS                           |
| 40797 -            | 1999 TM37              | 15 d'octubre del 1999   | LONEOS                           |
| 40798 -            | 1999 TV37              | 1 d'octubre del 1999    | CSS                              |
| 40799 -            | 1999 TW37              | 1 d'octubre del 1999    | CSS                              |
| 40800 -            | 1999 TD38              | 1 d'octubre del 1999    | CSS                              |
| 40801-40900        |                        |                         |                                  |
| 40801 -            | 1999 TN38              | 1 d'octubre del 1999    | CSS                              |
| 40802 -            | 1999 TL39              | 3 d'octubre del 1999    | CSS                              |
| 40803 -            | 1999 TX39              | 3 d'octubre del 1999    | CSS                              |
| 40804 -            | 1999 TQ40              | 5 d'octubre del 1999    | CSS                              |
| 40805 -            | 1999 TW41              | 3 d'octubre del 1999    | Spacewatch                       |
| 40806 -            | 1999 TX41              | 3 d'octubre del 1999    | Spacewatch                       |
| 40807 -            | 1999 TQ48              | 4 d'octubre del 1999    | Spacewatch                       |
| 40808 -            | 1999 TB53              | 6 d'octubre del 1999    | Spacewatch                       |
| 40809 -            | 1999 TZ57              | 6 d'octubre del 1999    | Spacewatch                       |
| 40810 -            | 1999 TK63              | 7 d'octubre del 1999    | Spacewatch                       |
| 40811 -            | 1999 TL63              | 7 d'octubre del 1999    | Spacewatch                       |
| 40812 -            | 1999 TV63              | 7 d'octubre del 1999    | Spacewatch                       |
| 40813 -            | 1999 TJ66              | 8 d'octubre del 1999    | Spacewatch                       |
| 40814 -            | 1999 TY69              | 9 d'octubre del 1999    | Spacewatch                       |
| 40815 -            | 1999 TY77              | 11 d'octubre del 1999   | Spacewatch                       |
| 40816 -            | 1999 TX78              | 11 d'octubre del 1999   | Spacewatch                       |
| 40817 -            | 1999 TT79              | 11 d'octubre del 1999   | Spacewatch                       |
| 40818 -            | 1999 TR80              | 11 d'octubre del 1999   | Spacewatch                       |
| 40819 -            | 1999 TT80              | 11 d'octubre del 1999   | Spacewatch                       |
| 40820 -            | 1999 TY89              | 2 d'octubre del 1999    | LINEAR                           |
| 40821 -            | 1999 TD90              | 2 d'octubre del 1999    | LINEAR                           |
| 40822 -            | 1999 TM90              | 2 d'octubre del 1999    | LINEAR                           |
| 40823 -            | 1999 TU90              | 2 d'octubre del 1999    | LINEAR                           |
| 40824 -            | 1999 TV90              | 2 d'octubre del 1999    | LINEAR                           |
| 40825 -            | 1999 TZ90              | 2 d'octubre del 1999    | LINEAR                           |
| 40826 -            | 1999 TP91              | 2 d'octubre del 1999    | LINEAR                           |
| 40827 -            | 1999 TT92              | 2 d'octubre del 1999    | LINEAR                           |
| 40828 -            | 1999 TM93              | 2 d'octubre del 1999    | LINEAR                           |
| 40829 -            | 1999 TT93              | 2 d'octubre del 1999    | LINEAR                           |
| 40830 -            | 1999 TV93              | 2 d'octubre del 1999    | LINEAR                           |
| 40831 -            | 1999 TU94              | 2 d'octubre del 1999    | LINEAR                           |
| 40832 -            | 1999 TH95              | 2 d'octubre del 1999    | LINEAR                           |
| 40833 -            | 1999 TJ95              | 2 d'octubre del 1999    | LINEAR                           |
| 40834 -            | 1999 TL95              | 2 d'octubre del 1999    | LINEAR                           |
| 40835 -            | 1999 TM95              | 2 d'octubre del 1999    | LINEAR                           |
| 40836 -            | 1999 TQ95              | 2 d'octubre del 1999    | LINEAR                           |
| 40837 -            | 1999 TX95              | 2 d'octubre del 1999    | LINEAR                           |
| 40838 -            | 1999 TY95              | 2 d'octubre del 1999    | LINEAR                           |
| 40839 -            | 1999 TH96              | 2 d'octubre del 1999    | LINEAR                           |
| 40840 -            | 1999 TS96              | 2 d'octubre del 1999    | LINEAR                           |
| 40841 -            | 1999 TQ98              | 2 d'octubre del 1999    | LINEAR                           |
| 40842 -            | 1999 TX98              | 2 d'octubre del 1999    | LINEAR                           |
| 40843 -            | 1999 TD99              | 2 d'octubre del 1999    | LINEAR                           |
| 40844 -            | 1999 TS101             | 2 d'octubre del 1999    | LINEAR                           |
| 40845 -            | 1999 TL102             | 2 d'octubre del 1999    | LINEAR                           |
| 40846 -            | 1999 TN102             | 2 d'octubre del 1999    | LINEAR                           |
| 40847 -            | 1999 TU102             | 2 d'octubre del 1999    | LINEAR                           |
| 40848 -            | 1999 TZ102             | 2 d'octubre del 1999    | LINEAR                           |
| 40849 -            | 1999 TG103             | 2 d'octubre del 1999    | LINEAR                           |
| 40850 -            | 1999 TR104             | 3 d'octubre del 1999    | LINEAR                           |
| 40851 -            | 1999 TZ104             | 3 d'octubre del 1999    | LINEAR                           |
| 40852 -            | 1999 TX105             | 3 d'octubre del 1999    | LINEAR                           |
| 40853 -            | 1999 TA106             | 4 d'octubre del 1999    | LINEAR                           |
| 40854 -            | 1999 TU107             | 4 d'octubre del 1999    | LINEAR                           |
| 40855 -            | 1999 TG108             | 4 d'octubre del 1999    | LINEAR                           |
| 40856 -            | 1999 TP108             | 4 d'octubre del 1999    | LINEAR                           |
| 40857 -            | 1999 TP110             | 4 d'octubre del 1999    | LINEAR                           |
| 40858 -            | 1999 TR110             | 4 d'octubre del 1999    | LINEAR                           |
| 40859 -            | 1999 TX111             | 4 d'octubre del 1999    | LINEAR                           |
| 40860 -            | 1999 TQ113             | 4 d'octubre del 1999    | LINEAR                           |
| 40861 -            | 1999 TR113             | 4 d'octubre del 1999    | LINEAR                           |
| 40862 -            | 1999 TB114             | 4 d'octubre del 1999    | LINEAR                           |
| 40863 -            | 1999 TL115             | 4 d'octubre del 1999    | LINEAR                           |
| 40864 -            | 1999 TO115             | 4 d'octubre del 1999    | LINEAR                           |
| 40865 -            | 1999 TH116             | 4 d'octubre del 1999    | LINEAR                           |
| 40866 -            | 1999 TU117             | 4 d'octubre del 1999    | LINEAR                           |
| 40867 -            | 1999 TD118             | 4 d'octubre del 1999    | LINEAR                           |
| 40868 -            | 1999 TM118             | 4 d'octubre del 1999    | LINEAR                           |
| 40869 -            | 1999 TN118             | 4 d'octubre del 1999    | LINEAR                           |
| 40870 -            | 1999 TQ119             | 4 d'octubre del 1999    | LINEAR                           |
| 40871 -            | 1999 TS120             | 4 d'octubre del 1999    | LINEAR                           |
| 40872 -            | 1999 TB121             | 4 d'octubre del 1999    | LINEAR                           |
| 40873 -            | 1999 TL121             | 4 d'octubre del 1999    | LINEAR                           |
| 40874 -            | 1999 TL122             | 4 d'octubre del 1999    | LINEAR                           |
| 40875 -            | 1999 TA123             | 4 d'octubre del 1999    | LINEAR                           |
| 40876 -            | 1999 TH123             | 4 d'octubre del 1999    | LINEAR                           |
| 40877 -            | 1999 TF124             | 15 d'octubre del 1999   | LINEAR                           |
| 40878 -            | 1999 TU124             | 4 d'octubre del 1999    | LINEAR                           |
| 40879 -            | 1999 TX124             | 4 d'octubre del 1999    | LINEAR                           |
| 40880 -            | 1999 TA125             | 4 d'octubre del 1999    | LINEAR                           |
| 40881 -            | 1999 TY125             | 4 d'octubre del 1999    | LINEAR                           |
| 40882 -            | 1999 TZ125             | 4 d'octubre del 1999    | LINEAR                           |
| 40883 -            | 1999 TB126             | 4 d'octubre del 1999    | LINEAR                           |
| 40884 -            | 1999 TC126             | 4 d'octubre del 1999    | LINEAR                           |
| 40885 -            | 1999 TS126             | 4 d'octubre del 1999    | LINEAR                           |
| 40886 -            | 1999 TE127             | 4 d'octubre del 1999    | LINEAR                           |
| 40887 -            | 1999 TG128             | 4 d'octubre del 1999    | LINEAR                           |
| 40888 -            | 1999 TW131             | 6 d'octubre del 1999    | LINEAR                           |
| 40889 -            | 1999 TY132             | 6 d'octubre del 1999    | LINEAR                           |
| 40890 -            | 1999 TE133             | 6 d'octubre del 1999    | LINEAR                           |
| 40891 -            | 1999 TH136             | 6 d'octubre del 1999    | LINEAR                           |
| 40892 -            | 1999 TY136             | 6 d'octubre del 1999    | LINEAR                           |
| 40893 -            | 1999 TL138             | 6 d'octubre del 1999    | LINEAR                           |
| 40894 -            | 1999 TQ138             | 6 d'octubre del 1999    | LINEAR                           |
| 40895 -            | 1999 TZ140             | 6 d'octubre del 1999    | LINEAR                           |
| 40896 -            | 1999 TO141             | 6 d'octubre del 1999    | LINEAR                           |
| 40897 -            | 1999 TG142             | 7 d'octubre del 1999    | LINEAR                           |
| 40898 -            | 1999 TP142             | 7 d'octubre del 1999    | LINEAR                           |
| 40899 -            | 1999 TR142             | 7 d'octubre del 1999    | LINEAR                           |
| 40900 -            | 1999 TV142             | 7 d'octubre del 1999    | LINEAR                           |
| 40901-41000        |                        |                         |                                  |
| 40901 -            | 1999 TG143             | 7 d'octubre del 1999    | LINEAR                           |
| 40902 -            | 1999 TY143             | 7 d'octubre del 1999    | LINEAR                           |
| 40903 -            | 1999 TB144             | 7 d'octubre del 1999    | LINEAR                           |
| 40904 -            | 1999 TC144             | 7 d'octubre del 1999    | LINEAR                           |
| 40905 -            | 1999 TE148             | 7 d'octubre del 1999    | LINEAR                           |
| 40906 -            | 1999 TN148             | 7 d'octubre del 1999    | LINEAR                           |
| 40907 -            | 1999 TF149             | 7 d'octubre del 1999    | LINEAR                           |
| 40908 -            | 1999 TW151             | 7 d'octubre del 1999    | LINEAR                           |
| 40909 -            | 1999 TR152             | 7 d'octubre del 1999    | LINEAR                           |
| 40910 -            | 1999 TS152             | 7 d'octubre del 1999    | LINEAR                           |
| 40911 -            | 1999 TU152             | 7 d'octubre del 1999    | LINEAR                           |
| 40912 -            | 1999 TX152             | 7 d'octubre del 1999    | LINEAR                           |
| 40913 -            | 1999 TZ152             | 7 d'octubre del 1999    | LINEAR                           |
| 40914 -            | 1999 TH155             | 7 d'octubre del 1999    | LINEAR                           |
| 40915 -            | 1999 TT155             | 7 d'octubre del 1999    | LINEAR                           |
| 40916 -            | 1999 TE156             | 7 d'octubre del 1999    | LINEAR                           |
| 40917 -            | 1999 TW156             | 9 d'octubre del 1999    | LINEAR                           |
| 40918 -            | 1999 TG158             | 7 d'octubre del 1999    | LINEAR                           |
| 40919 -            | 1999 TF162             | 9 d'octubre del 1999    | LINEAR                           |
| 40920 -            | 1999 TD171             | 10 d'octubre del 1999   | LINEAR                           |
| 40921 -            | 1999 TR171             | 10 d'octubre del 1999   | LINEAR                           |
| 40922 -            | 1999 TH172             | 10 d'octubre del 1999   | LINEAR                           |
| 40923 -            | 1999 TB173             | 10 d'octubre del 1999   | LINEAR                           |
| 40924 -            | 1999 TB174             | 10 d'octubre del 1999   | LINEAR                           |
| 40925 -            | 1999 TL174             | 10 d'octubre del 1999   | LINEAR                           |
| 40926 -            | 1999 TQ177             | 10 d'octubre del 1999   | LINEAR                           |
| 40927 -            | 1999 TZ185             | 12 d'octubre del 1999   | LINEAR                           |
| 40928 -            | 1999 TB187             | 12 d'octubre del 1999   | LINEAR                           |
| 40929 -            | 1999 TB188             | 12 d'octubre del 1999   | LINEAR                           |
| 40930 -            | 1999 TJ189             | 12 d'octubre del 1999   | LINEAR                           |
| 40931 -            | 1999 TX189             | 12 d'octubre del 1999   | LINEAR                           |
| 40932 -            | 1999 TF191             | 12 d'octubre del 1999   | LINEAR                           |
| 40933 -            | 1999 TP192             | 12 d'octubre del 1999   | LINEAR                           |
| 40934 -            | 1999 TJ194             | 12 d'octubre del 1999   | LINEAR                           |
| 40935 -            | 1999 TO195             | 12 d'octubre del 1999   | LINEAR                           |
| 40936 -            | 1999 TP200             | 13 d'octubre del 1999   | LINEAR                           |
| 40937 -            | 1999 TQ200             | 13 d'octubre del 1999   | LINEAR                           |
| 40938 -            | 1999 TO205             | 13 d'octubre del 1999   | LINEAR                           |
| 40939 -            | 1999 TU209             | 14 d'octubre del 1999   | LINEAR                           |
| 40940 -            | 1999 TZ209             | 14 d'octubre del 1999   | LINEAR                           |
| 40941 -            | 1999 TS211             | 15 d'octubre del 1999   | LINEAR                           |
| 40942 -            | 1999 TZ212             | 15 d'octubre del 1999   | LINEAR                           |
| 40943 -            | 1999 TT213             | 15 d'octubre del 1999   | LINEAR                           |
| 40944 -            | 1999 TJ216             | 15 d'octubre del 1999   | LINEAR                           |
| 40945 -            | 1999 TX216             | 15 d'octubre del 1999   | LINEAR                           |
| 40946 -            | 1999 TK217             | 15 d'octubre del 1999   | LINEAR                           |
| 40947 -            | 1999 TJ218             | 15 d'octubre del 1999   | LINEAR                           |
| 40948 -            | 1999 TH228             | 2 d'octubre del 1999    | LINEAR                           |
| 40949 -            | 1999 TQ228             | 2 d'octubre del 1999    | CSS                              |
| 40950 -            | 1999 TQ229             | 5 d'octubre del 1999    | CSS                              |
| 40951 -            | 1999 TO230             | 4 d'octubre del 1999    | LONEOS                           |
| 40952 -            | 1999 TD231             | 5 d'octubre del 1999    | CSS                              |
| 40953 -            | 1999 TB237             | 3 d'octubre del 1999    | CSS                              |
| 40954 -            | 1999 TQ238             | 4 d'octubre del 1999    | CSS                              |
| 40955 -            | 1999 TQ241             | 4 d'octubre del 1999    | CSS                              |
| 40956 -            | 1999 TZ241             | 4 d'octubre del 1999    | CSS                              |
| 40957 -            | 1999 TR242             | 4 d'octubre del 1999    | CSS                              |
| 40958 -            | 1999 TV242             | 4 d'octubre del 1999    | CSS                              |
| 40959 -            | 1999 TB243             | 4 d'octubre del 1999    | LONEOS                           |
| 40960 -            | 1999 TL244             | 7 d'octubre del 1999    | CSS                              |
| 40961 -            | 1999 TV247             | 8 d'octubre del 1999    | CSS                              |
| 40962 -            | 1999 TW247             | 8 d'octubre del 1999    | CSS                              |
| 40963 -            | 1999 TZ247             | 8 d'octubre del 1999    | CSS                              |
| 40964 -            | 1999 TE248             | 8 d'octubre del 1999    | CSS                              |
| 40965 -            | 1999 TH249             | 9 d'octubre del 1999    | CSS                              |
| 40966 -            | 1999 TM250             | 9 d'octubre del 1999    | CSS                              |
| 40967 -            | 1999 TC251             | 5 d'octubre del 1999    | LINEAR                           |
| 40968 -            | 1999 TO254             | 8 d'octubre del 1999    | LINEAR                           |
| 40969 -            | 1999 TR258             | 9 d'octubre del 1999    | LINEAR                           |
| 40970 -            | 1999 TK261             | 14 d'octubre del 1999   | LONEOS                           |
| 40971 -            | 1999 TY264             | 3 d'octubre del 1999    | LINEAR                           |
| 40972 -            | 1999 TL267             | 3 d'octubre del 1999    | LINEAR                           |
| 40973 -            | 1999 TL269             | 3 d'octubre del 1999    | LINEAR                           |
| 40974 -            | 1999 TS269             | 3 d'octubre del 1999    | LINEAR                           |
| 40975 -            | 1999 TU269             | 3 d'octubre del 1999    | LINEAR                           |
| 40976 -            | 1999 TV272             | 3 d'octubre del 1999    | LINEAR                           |
| 40977 -            | 1999 TD279             | 7 d'octubre del 1999    | LINEAR                           |
| 40978 -            | 1999 TN279             | 7 d'octubre del 1999    | LINEAR                           |
| 40979 -            | 1999 TL280             | 8 d'octubre del 1999    | LINEAR                           |
| 40980 -            | 1999 TO282             | 9 d'octubre del 1999    | LINEAR                           |
| 40981 -            | 1999 TL284             | 9 d'octubre del 1999    | LINEAR                           |
| 40982 -            | 1999 TR285             | 10 d'octubre del 1999   | LINEAR                           |
| 40983 -            | 1999 TB286             | 10 d'octubre del 1999   | LINEAR                           |
| 40984 -            | 1999 TL288             | 10 d'octubre del 1999   | LINEAR                           |
| 40985 -            | 1999 TM288             | 10 d'octubre del 1999   | LINEAR                           |
| 40986 -            | 1999 TY292             | 12 d'octubre del 1999   | LINEAR                           |
| 40987 -            | 1999 TJ293             | 12 d'octubre del 1999   | LINEAR                           |
| 40988 -            | 1999 TN311             | 7 d'octubre del 1999    | CSS                              |
| 40989 -            | 1999 UO                | 16 d'octubre del 1999   | K. Korlević                      |
| 40990 -            | 1999 UW                | 16 d'octubre del 1999   | K. Korlević                      |
| 40991 -            | 1999 UA1               | 16 d'octubre del 1999   | K. Korlević                      |
| 40992 -            | 1999 UL1               | 18 d'octubre del 1999   | D. K. Chesney                    |
| 40993 -            | 1999 UF2               | 16 d'octubre del 1999   | K. Korlević                      |
| 40994 Tekaridake   | 1999 UZ2               | 20 d'octubre del 1999   | M. Akiyama                       |
| 40995 -            | 1999 UC4               | 27 d'octubre del 1999   | Starkenburg                      |
| 40996 -            | 1999 UO5               | 28 d'octubre del 1999   | CSS                              |
| 40997 -            | 1999 UE6               | 27 d'octubre del 1999   | BAO Schmidt CCD Asteroid Program |
| 40998 -            | 1999 US7               | 29 d'octubre del 1999   | CSS                              |
| 40999 -            | 1999 UU8               | 29 d'octubre del 1999   | CSS                              |
| 41000 -            | 1999 UB9               | 29 d'octubre del 1999   | CSS                              |